# Shaoxing Metro
Die Shaoxing Metro oder Shaoxing Rail Transit ist die U-Bahn der chinesischen Stadt Shaoxing in der Provinz Zhejiang. Die Linie 1 ist in Guniangqiao an die Linie 5 der Metro in der 65 Kilometer nordwestlich gelegenen Provinzhauptstadt Hangzhou verknüpft.

## Linie 1

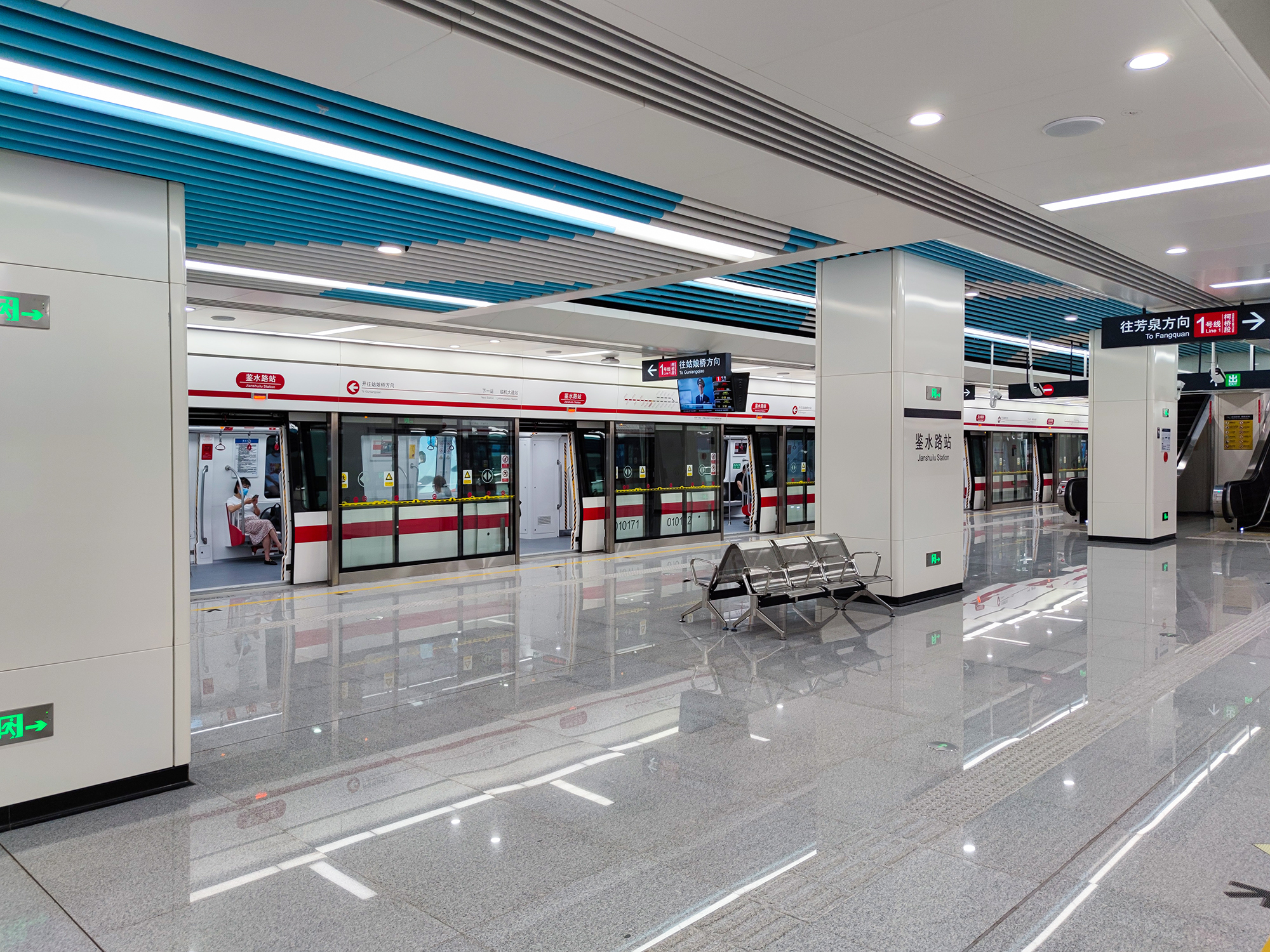
Station Jianshui Road

Die Linie 1 wurde in zwei Schritten in den Jahren 2021 und 2022 eröffnet und reicht von Guniangqiao an der Grenze zu Hangzhou bis nach Fangquan. Sie ist 47,1 Kilometer lang und besitzt 28 Stationen. Eine als Shuttle betriebene Zweiglinie mit 7,3 Kilometern Länge und sechs Stationen wurde im April 2024 teilweise eröffnet. Die 3,2 Kilometer lange Weiterführung über den Nordbahnhof zum Convention Center folgte im Juni 2025. Mittelfristig soll diese Strecke Teil einer neuen Linie 4 werden.
Es werden Sechswagenzüge des Typs B eingesetzt.

## Linie 2
Die Linie 2 wurde am 26. Juli 2023 eröffnet. Sie verläuft in West-Ost-Richtung von Jinghu Hospital nach Tandu und ist 10,8 Kilometer lang. An der Station Meishan Square kann zur Linie 1 umgestiegen werden.